# Festival d'Angoulême 1985
La douzième édition du Salon international de la bande dessinée d'Angoulême se déroule du 25 au 27 janvier 1985 autour du thème « Les Bâtisseurs de rêves ». Le grand prix de la ville d'Angoulême est décerné à Jacques Tardi, auteur notamment des Adèle Blanc-Sec et d'Ici Même. 

## Palmarès

### Prix remis par le jury
Le jury est composé de Jean-Claude Mézières (grand prix de l'année précédente), Jean-Michel Boucheron (député-maire d'Angoulême), Dominique Bréchoteau (critique), Monique Bussac (conservatrice du musée d'Angoulême), Jean-Pierre Cliquet (Lire), Robert Escarpit (Le Monde), Adrienne Krikorian (libraire), Jean-Paul Morel (Le Matin), Pierre Pascal (directeur du festival), François Pierre (critique), Pierre Vieilletet (Sud Ouest) 
- Grand prix : Jacques Tardi
- Alfred du meilleur album : François Schuiten et Benoît Peeters, La Fièvre d'Urbicande, Casterman.
- Alfred du meilleur premier album : Baru, Quéquette Blues, Dargaud.

### Autres Alfred
- Alfred enfant : Philippe Sternis et Patrick Cothias, Trafic, Okapi BD. Remis par un jury de douze élèves de cinquième.
- Alfred Avenir : Daniel Germain et Christophe Bonneau, de Cholet.
- Alfred Fanzine : Pizza (Nantes).
- Alfred de la BD scolaire : Luong Dien Phong, Laurent Pavesi et Pascal Masslo.

### Autres prix
- Prix Bloody Mary : François Boucq, Les Pionniers de l'aventure humaine, Casterman.
- Prix FM, décerné par les auditeurs de 30 radios : François Bourgeon, Les Passagers du vent, t. 5 : Le Bois d'ébène, Glénat.
- Prix TF1 : Pierre Makyo et Laurent Vicomte, Balade au bout du monde, Glénat.
- Prix Témoignage Chrétien : Jean-Marc Rochette et Jacques Lob, Le Transperceneige, Casterman.
- Prix des lecteurs de la bibliothèque municipale :
  - Vink, Le Moine fou, Dargaud.
  - Servais, Tendre Violette, Casterman.
  - Pierre Makyo, Grimion Gant de Cuir, Glénat.
- Jean Giraud reçoit le Prix national des arts graphiques de Jack Lang.

## Expositions
Centre Saint-Martial
- Images à la page (scénographie de François Vié et Christiane Clerc, coproduction avec la bibliothèque publique d'information, du 15 janvier au 13 février) : retour sur trente ans d'illustration pour enfants autour d'environ 150 originaux ;
- Jean-Claude Mézières. De l'autre côté des étoiles (scénographie de François Vié) : une centaine de planches originales de l'auteur, deux vidéos, et une exposition confrontant Mézières et Christin à leurs sources sont proposées dans un décor de science-fiction.

Conservatoire Gabriel Fauré
- L’Apocalypse : planches de Raymond Poïvet extraites de la série Larousse Découvrir la Bible en BD ;
- Attention travaux. Architecture de BD (exposition de l'Institut français d'architecture) : avant-première d'une exposition consacrée aux liens entre l'architecture et la bande dessinée avant sa venue à Paris du 4 juin au 12 octobre ;
- Exposition des planches d'élèves de l'École des Beaux Arts.

Espace Marengo
- La Bande dessinée 9e Art : histoire de la bande dessinée depuis 1880.

Hall Caisse d'épargne
- Graines de Pros. Quand les grands étaient petits… : exposition de planches réalisées lorsqu'ils étaient enfants par douze auteurs français.

Hôtel de ville
- Jeunes dessinateurs : planches sélectionnées pour le prix Alfred Avenir ;
- Valencia Vignettes : présentation des travaux de six auteurs de Valence travaillant pour El Víbora, dont Daniel Torres.

Maison du livre
- Exposition d'originaux de François Boucq.

Musée municipal d'Angoulême
- Ceesepe
- Gigi
- Jean Gir - Mœbius. Planches originales : 200 planches et dessins de Jean Giraud.

Théâtre municipal
- L'Histoire c'est aussi l'Aventure : exposition sur la bande dessinée historique réalisée par les éditions Glénat.

## Rencontres, débats, conférences
Vendredi
- Pierre Dupuis et Roland Garel : « L'Avenir professionnel des auteurs de bandes dessinées »
- Michel Greg : « La Bande dessinée française aux États-Unis en 1985 »
- Henri Filippini : « La Presse de la bande dessinée »
- Juan Navarro : « La Bande dessinée espagnole »

Samedi
- Jean-Claude Mézières et Pierre Christin
- Benoît Peeters et François Schuiten
- Alain Chante : « Les Bâtisseurs de rêves »
- Luc Pomerleau : « La BD québécoise »

Dimanche
- Christian Valeix : « Alix au risque de tarot »
- Daniel Pinson : « De Flaubert à Druillet : Salammbô. Une antiquité fantastique »
- Michel Grandaty : « La Table ronde de la BD »
- René Gaulard : « René Giffey »
- David Pascal : « La Bande dessinée américaine en 1985 »

## Déroulement du festival
- Jean-Claude Mézières, Grand Prix l'année précédente, réalise l'affiche du festival représentant Valérian et Laureline en discussion avec François Mitterrand[1].
- Visite de François Mitterrand, le 23 janvier : le festival d'Angoulême est reconnu au plus haut niveau. Le ministre de la culture Jack Lang en profitera pour remettre à Jean Giraud/Moebius le grand prix national des Arts graphiques, c'est la première fois qu'un auteur de bandes-dessinées est récompensé de ce prix.

## Documentation
- Pierre Pascal (dir.), Angoulême 12. 25-26-27 janvier 85. Bâtisseurs de rêves, Angoulême : SIBD, 1985